# تلفظ

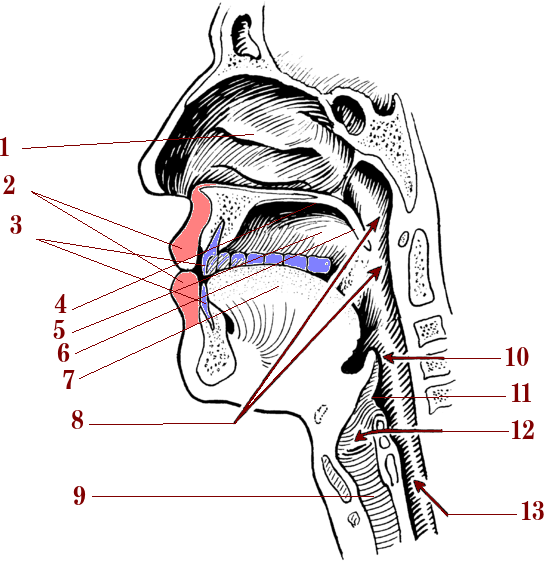

اللفظ (مصدر) أو التلفظ Pronunciation ، هو الطريقة التي تصوت بها كلمة أو لغة ما. قد يشير هذا إلى تسلسل الأصوات المتفق عليها بشكل عام المستخدم في نطق كلمة أو لغة معينة في لهجة معينة ("النطق الصحيح")، أو ببساطة الطريقة التي يتحدث بها فرد معين كلمة أو لغة.
يمكن تلفظ الكلمة بطرق مختلفة من قبل أفراد أو مجموعات مختلفة، اعتمادًا على العديد من العوامل، مثل: مدة التعرض الثقافي لطفولتهم، ومكان إقامتهم الحالية، واضطرابات الكلام أو الصوت، ومجموعتهم العرقية أو طبقتهم الاجتماعية أو تعليمهم.